# Saison 3 de Tyrant
Chronologie
Saison 2
Cet article présente le guide des épisodes de la troisième et dernière saison de la série télévisée américaine Tyrant.

## Généralités
- Aux États-Unis, cette saison a été diffusée du 6 juillet 2016 au 7 septembre 2016 sur FX.
- Au Canada, elle a été diffusée en simultané sur FX Canada.

## Distribution

### Acteurs principaux
- Adam Rayner (VF : Damien Boisseau) : Bassam « Barry » Al Fayeed
- Jennifer Finnigan (VF : Hélène Bizot) : Molly Al Fayeed
- Ashraf Barhom (VF : Gilles Morvan) : Jamal Al Fayeed
- Fares Fares (VF : Nessym Guetat) : Fauzi Nadal
- Moran Atias (VF : Marie Zidi) : Leila Al Fayeed
- Noah Silver (en) (VF : Gabriel Bismuth-Bienaimé) : Sammy Al Fayeed
- Salim Daw (VF : Omar Yami) : Yussef
- Alice Krige (VF : Maïté Monceau) : Amira Al Fayeed
- Justin Kirk (VF : Pierre Tessier) : John Tucker
- Cameron Gharaee (VF : Nathanel Alimi) : Ahmed Al-Fayeed
- Sibylla Deen (VF : Audrey Sablé) : Nusrat Al-Fayeed
- Chris Noth : Général William Cogswell[1]

### Acteurs récurrents
- Anne Winters (VF : Jessica Monceau) : Emma Al Fayeed
- Oshrat Ingedashet (VF :Marine Tuja) : Reema
- Mohammad Bakri (VF : Igor De Savitch) : Sheik Rashid
- Alexander Karim (VF : Stéphane Fourreau) : Ihab Rashid
- Wrenn Schmidt (VF : Pamela Ravassard) : Jenna Olson
- Leslie Hope (VF : Véronique Augereau) : Lea Exley
- Omar Maskat (VF : Yoann Borg) : Marwan
- Keon Alexander (VF : Benjamin Penamaria) : Rami Said
- Jake Weber (VF : Pierre Tessier) : Jimmy Stone
- Melia Kreiling (VF : Olivia Nicosia) : Daliyah Al-Yazbek
- Annet Mahendru : Nafisa Al-Qadi[2]
- Jamie Ward : Nabil[3] (saison 3)

## Épisodes

### Épisode 1:Le printemps
- États-Unis /  Canada : 6 juillet 2016 sur FX[4] / FX Canada
- Suisse : 12 janvier 2018 sur RTS Deux

- États-Unis : 1,04 million de téléspectateurs[5] (première diffusion)

### Épisode 2:Comme des cafards
- États-Unis /  Canada : 13 juillet 2016 sur FX / FX Canada
- Suisse : 12 janvier 2018 sur RTS Deux

- États-Unis : 770 000 téléspectateurs[6] (première diffusion)

### Épisode 3:Les Morts et les Vivants
- États-Unis /  Canada : 20 juillet 2016 sur FX / FX Canada
- Suisse : 19 janvier 2018 sur RTS Deux

- États-Unis : 740 000 téléspectateurs[7] (première diffusion)

### Épisode 4:Une prière pour nos filles
- États-Unis /  Canada : 27 juillet 2016 sur FX / FX Canada
- Suisse : 19 janvier 2018 sur RTS Deux

- États-Unis : 780 000 téléspectateurs[8] (première diffusion)

### Épisode 5:Entre deux feux
- États-Unis /  Canada : 3 août 2016 sur FX / FX Canada
- Suisse : 26 janvier 2018 sur RTS Deux

- États-Unis : 830 000 téléspectateurs[9] (première diffusion)

### Épisode 6:Dignité et vérité
- États-Unis /  Canada : 10 août 2016 sur FX / FX Canada
- Suisse : 26 janvier 2018 sur RTS Deux

- États-Unis : 770 000 téléspectateurs[10] (première diffusion)

### Épisode 7:D'étranges alliés
- États-Unis /  Canada : 17 août 2016 sur FX / FX Canada
- Suisse : 2 février 2018 sur RTS Deux

- États-Unis : 620 000 téléspectateurs[11] (première diffusion)

### Épisode 8:Déclaration de guerre
- États-Unis /  Canada : 24 août 2016 sur FX / FX Canada
- Suisse : 2 février 2018 sur RTS Deux

- États-Unis : 810 000 téléspectateurs[12] (première diffusion)

### Épisode 9:Comment vivre
- États-Unis /  Canada : 31 août 2016 sur FX / FX Canada
- Suisse : 9 février 2018 sur RTS Deux

- États-Unis : 830 000 téléspectateurs[13] (première diffusion)

### Épisode 10:Deux tombes
- États-Unis /  Canada : 7 septembre 2016 sur FX[14] / FX Canada
- Suisse : 9 février 2018 sur RTS Deux

- États-Unis : 719 000 téléspectateurs[15] (première diffusion)